# Europees kampioenschap zaalhockey mannen 1991
Het Europees kampioenschap zaalhockey 1991 was een door de European Hockey Federation (EHF) georganiseerd kampioenschap voor zaalhockeyers. De zesde editie van het Europees kampioenschap vond plaats van 22 tot 24 februari 1991 in het Britse Birmingham.

## Eindstand
| Plaats | Team        |
| ------ | ----------- |
| Goud   | Duitsland   |
| Zilver | Engeland    |
| Brons  | Schotland   |
| 4e     | Polen       |
| 5e     | Oostenrijk  |
| 6e     | Frankrijk   |
| 7e     | Spanje      |
| 8e     | Zwitserland |